# Athripsodes hickini
Athripsodes hickini är en nattsländeart som beskrevs av Douglas E. Kimmins 1956. Athripsodes hickini ingår i släktet Athripsodes och familjen långhornssländor. Inga underarter finns listade i Catalogue of Life.